# 한수아 (1987년)
한수아(본명: 박아롱, 1987년 7월 25일 ~ )는 대한민국의 배우이다.

## 학력
- 서울예술대학 방송영상과 전문학사 (졸업)

## 출연 작품

### 드라마
| 연도 | 방송            | 제목                                            | 역할   | 비고 |
| ---- | --------------- | ----------------------------------------------- | ------ | ---- |
| 2003 | KBS1            | 찔레꽃                                          | 춘화   |      |
| 2009 | SBS             | 자명고                                          | 술이   |      |
| 2012 | KBS2            | KBS 드라마 스페셜 연작 시리즈 - 소녀탐정 박해솔 | 김은희 |      |
| 2012 | KBS2            | 각시탈                                          | 카네코 |      |
| 2013 | KBS2            | 최고다 이순신                                   | 한대리 |      |
| 2015 | 웹드라마        | 그와 나의 거리 1km                              |        |      |
| 2016 | KBS2            | 화랑                                            | 동백   |      |
| 2017 | 드라맥스 & UMAX | 싱글와이프                                      | 현아   |      |

### 영화
- 2010년 《방자전》 - 청풍각 매향 역
- 2012년 《댄싱퀸》 - 이브 역
- 2013년 《연애의 기술》 - 지영 역
- 2021년 《이번엔 잘 되겠지》

### 뮤직 비디오
- 플라워 - 키스미
- 오션 - 메세지가 도착했습니다
- 우일 - 토닥토닥

### 음반
- 《162》 (2014년)

## 수상
- 2009년 제2회 코리아 주니어 스타어워즈 TV드라마 부문 신인상